# مدار ۶۳ درجه شمالی
مدار ۶۳ درجه شمالی، دایره‌ای از عرض جغرافیایی است که در ۶۳ درجهٔ شمالی خط استوا  قرار دارد.

## گذر از مناطق
از نصف‌النهار مبدأ شروع می‌شود و به سمت مشرق ۶۳ درجه شمالی از موارد زیر گذر می‌کند:
| مختصات‌ها                                             | کشور، قلمرو یا دریا | توضیحات                                              |
| ---------------------------------------------------- | ------------------- | ---------------------------------------------------- |
| ۶۳°۰′ شمالی ۰°۰′ شرقی / ۶۳٫۰۰۰°شمالی ۰٫۰۰۰°شرقی      | اقیانوس اطلس        | دریای نروژ                                           |
| ۶۳°۰′ شمالی ۷°۸′ شرقی / ۶۳٫۰۰۰°شمالی ۷٫۱۳۳°شرقی      | نروژ                |                                                      |
| ۶۳°۰′ شمالی ۱۲°۱۲′ شرقی / ۶۳٫۰۰۰°شمالی ۱۲٫۲۰۰°شرقی   | سوئد                |                                                      |
| ۶۳°۰′ شمالی ۱۸°۳۹′ شرقی / ۶۳٫۰۰۰°شمالی ۱۸٫۶۵۰°شرقی   | دریای بالتیک        | خلیج بوتنی                                           |
| ۶۳°۰′ شمالی ۲۱°۷′ شرقی / ۶۳٫۰۰۰°شمالی ۲۱٫۱۱۷°شرقی    | فنلاند              |                                                      |
| ۶۳°۰′ شمالی ۳۱°۳۰′ شرقی / ۶۳٫۰۰۰°شمالی ۳۱٫۵۰۰°شرقی   | روسیه               |                                                      |
| ۶۳°۰′ شمالی ۱۷۹°۱۵′ شرقی / ۶۳٫۰۰۰°شمالی ۱۷۹٫۲۵۰°شرقی | دریای برینگ         |                                                      |
| ۶۳°۰′ شمالی ۱۶۹°۴۶′ غربی / ۶۳٫۰۰۰°شمالی ۱۶۹٫۷۶۷°غربی | ایالات متحده آمریکا | آلاسکا - جزیره سنت لارنس                             |
| ۶۳°۰′ شمالی ۱۶۹°۳۳′ غربی / ۶۳٫۰۰۰°شمالی ۱۶۹٫۵۵۰°غربی | دریای برینگ         |                                                      |
| ۶۳°۰′ شمالی ۱۶۴°۴۳′ غربی / ۶۳٫۰۰۰°شمالی ۱۶۴٫۷۱۷°غربی | ایالات متحده آمریکا | آلاسکا                                               |
| ۶۳°۰′ شمالی ۱۴۱°۰′ غربی / ۶۳٫۰۰۰°شمالی ۱۴۱٫۰۰۰°غربی  | کانادا              | یوکان نورت‌وست تریتوریز نوناووت                       |
| ۶۳°۰′ شمالی ۹۰°۴۲′ غربی / ۶۳٫۰۰۰°شمالی ۹۰٫۷۰۰°غربی   | خلیج هودسن          | گذرکردن از جنوب جزیره ساوت‌همپتن, نوناووت, کانادا     |
| ۶۳°۰′ شمالی ۸۴°۵۵′ غربی / ۶۳٫۰۰۰°شمالی ۸۴٫۹۱۷°غربی   | Fisher Strait       |                                                      |
| ۶۳°۰′ شمالی ۸۲°۴۳′ غربی / ۶۳٫۰۰۰°شمالی ۸۲٫۷۱۷°غربی   | کانادا              | نوناووت - Bencas Island                              |
| ۶۳°۰′ شمالی ۸۲°۴۱′ غربی / ۶۳٫۰۰۰°شمالی ۸۲٫۶۸۳°غربی   | Evans Strait        | گذرکردن از شمال جزیره کوتز, نوناووت, کانادا          |
| ۶۳°۰′ شمالی ۸۱°۵۰′ غربی / ۶۳٫۰۰۰°شمالی ۸۱٫۸۳۳°غربی   | خلیج هودسن          |                                                      |
| ۶۳°۰′ شمالی ۷۸°۳۰′ غربی / ۶۳٫۰۰۰°شمالی ۷۸٫۵۰۰°غربی   | تنگه هودسن          | گذرکردن از جنوب Nottingham Island, نوناووت, کانادا   |
| ۶۳°۰′ شمالی ۷۱°۱۲′ غربی / ۶۳٫۰۰۰°شمالی ۷۱٫۲۰۰°غربی   | کانادا              | نوناووت - Meta Incognita Peninsula, جزیره بافین      |
| ۶۳°۰′ شمالی ۶۷°۲۸′ غربی / ۶۳٫۰۰۰°شمالی ۶۷٫۴۶۷°غربی   | Frobisher Bay       |                                                      |
| ۶۳°۰′ شمالی ۶۶°۵۴′ غربی / ۶۳٫۰۰۰°شمالی ۶۶٫۹۰۰°غربی   | کانادا              | نوناووت - Chase Island و Hall Peninsula, جزیره بافین |
| ۶۳°۰′ شمالی ۶۴°۴۵′ غربی / ۶۳٫۰۰۰°شمالی ۶۴٫۷۵۰°غربی   | تنگه دیویس          |                                                      |
| ۶۳°۰′ شمالی ۵۰°۳۰′ غربی / ۶۳٫۰۰۰°شمالی ۵۰٫۵۰۰°غربی   | گرینلند             |                                                      |
| ۶۳°۰′ شمالی ۴۱°۲۸′ غربی / ۶۳٫۰۰۰°شمالی ۴۱٫۴۶۷°غربی   | اقیانوس اطلس        |                                                      |